# 婴儿塔

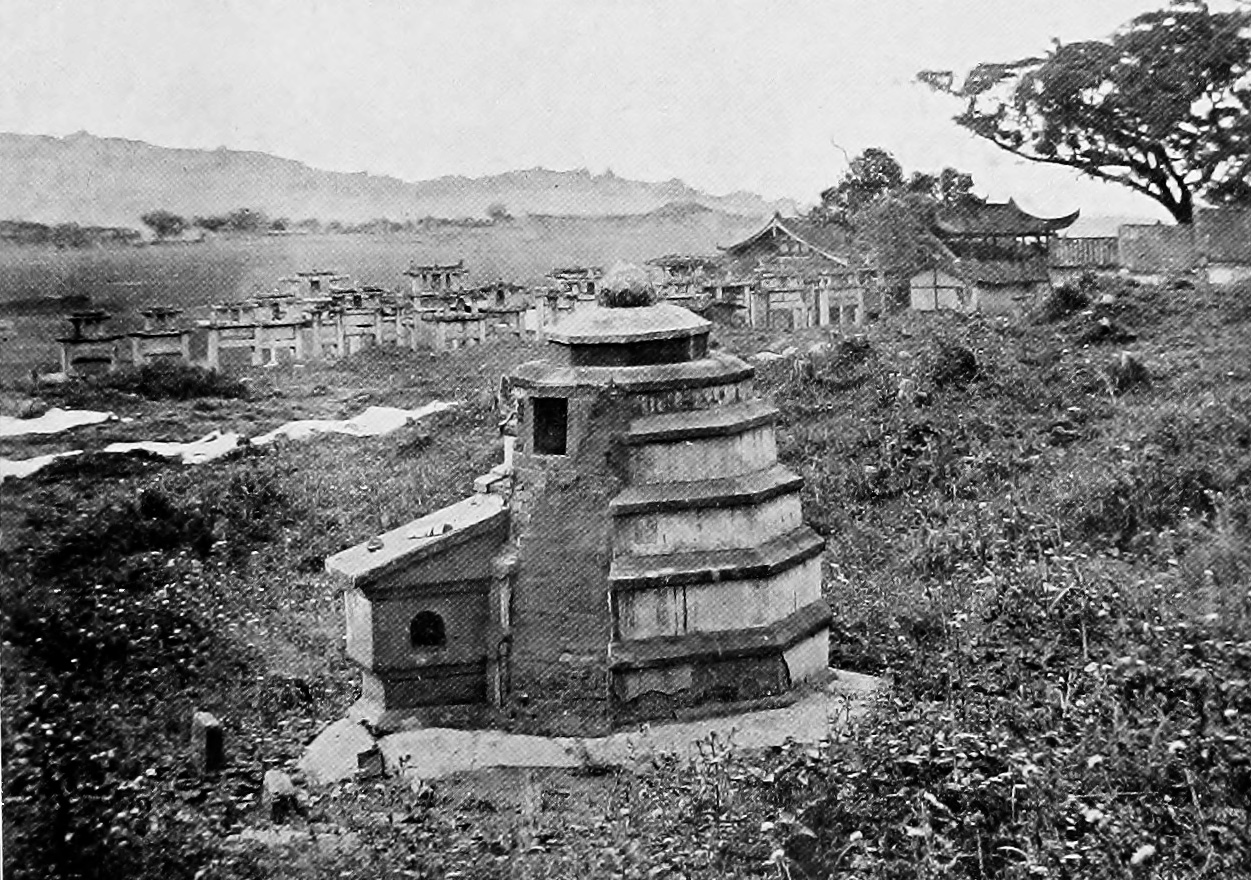
旧时福州乡下的一座婴儿塔

婴儿塔，也称弃婴塔或女婴塔，为旧时中国浙江，福建，江西，广东等地的一种建筑物。通常为小型的塔形建筑，由砖石搭建，上边有一个小洞，用来丢弃死婴，残婴，女婴。婴儿塔被描述为当时乡里的有钱人所捐建，用来代替溺毙等需要亲力亲为的杀婴方式。修建为佛塔的形状意在用神佛镇压婴孩的冤魂以避免其寻仇。
除去贫穷，一些观点认为这是旧时东南沿海宗族社会的重男轻女传统导致的杀婴文化，并与中国显著的男女性別比失衡有关。

## 延伸阅读
- 重男轻女
- 性别选择
- 中國殺女嬰現象
- 棄嬰保護艙

### 文獻
- Lee, Bernice J. . Historical Reflections / Réflexions Historiques. 1981, 8 (3): 163–177. JSTOR 41298766.